# Никола I (Лотарингия)
Никола I (на немски: Nikolaus I; на френски: Nicolas Ier de Lorraine-Anjou; * 1448, Нанси; † 1473, Нанси) от Дом Валоа-Анжу, е херцог на Лотарингия (1470 – 1473), Бар и Калабрия.

## Биография
Той е единственият син на херцог Жан II (1425 – 1470) и съпругата му Мари дьо Бурбон (1428 – 1448), дъщеря на херцог Шарл I дьо Бурбон.
През 1461 г. е сгоден за Анна Френска (1460 – 1522), най-възрастната дъщеря на френския крал Луи XI и на Шарлот Савойска. През 1472 г. Шарл Смели го избира за съпруг на дъщеря си Мария Бургундска (1457 – 1482).
Николаус умира на 25 години неженен през 1473 г. и без легетимни наследници. Той има извънбрачната дъщеря Маргарита, Батарде д'Анжу, която се омъжва за Жан IV дьо Шабан († 1503), граф на Дамартен.
Херцогствата Лотарингия и Бар отиват на леля му Йоланда Анжуйска, която е омъжена за Фридрих II от Водемон. Анна Френска се омъжва по-късно за Пиер II дьо Бурбон, по-малкият син на херцог Жан II дьо Бурбон, а Мария от Бургундия се омъжва през 1477 г. за по-късния император Максимилиан I.